# 方貞
方贞（?—?）字翰周，河南商城人。清末民初政治人物。

## 生平
方贞是清朝光绪三十年（1904年）甲辰科进士。曾任礼部候补主事。他毕业于日本法政大学，曾任吏部主事。后来他任河南谘议局副议长，后升任议长。
中华民国成立后，他曾任国会众议院议员，北京政府肃政厅肃政史，山西河东道道尹。